# Ганский, Станислав
Ганский Станислав (пол. Hański Stanisław; 14 декабря 1880, Бердичев — 8 декабря 1937, Соловецкие острова) — католический священник из дворянского рода Ганских, украинский религиозный деятель 1910-1920-х гг.

## Биография
Станислав Ганский родился 14 декабря 1880 года в Бердичеве в польской дворянской семье. Отец - инженер Гжегож (Григорий) Ганский. В юности Станислав работал на строительстве железной дороги, телеграфистом. В 1907 году закончил Житомирскую семинарию и был рукоположён в сан священника. До революции 1917 года служил в Александрии недалеко от Ровно, в Эмильчине около Коростеня и других местах Украины. В 1918 году служил работать в Михалполе Летичевского уезда.
Как истинный и высокодуховный христианин, Станислав Ганский прятал евреев во время еврейских погромов. В начале 1920-х г. он занимался пасторским служением в Летичеве, Оринине, Жмеринке. Во время польско-советской войны 1919-1921 гг. активно выступал против грабежей воюющими армиями местного населения. Станислав Ганский - один из немногих католических священников, оставшихся со своей паствой на землях, отошедших большевикам, после того как польская армия была вынуждена отступать на запад.

## Деятельность
Когда в 1922 году начались конфискации церковных ценностей, Ганского несколько раз арестовывали за активное сопротивление этому процессу. В 1924 году он стал администратором прихода Деражня. В этом же году он подвергся аресту за сопротивление реквизиции церковного имущества. 29 мая 1926 г. большевики вновь арестовали Станислава Ганского. Обвинение, которое ему предъявили, основывалось на декларации, которую написал Ганский в ответ на требование властей подать им списки всех членов Живого Розария и Терциариев. Кроме того, отдел культов потребовал выдачи подписок в том, что «кружки» Живого Розария и Терцияриев будут собираться с ведома Районного Исполнительного Комитета, что ни сам Ганский, ни никто-либо из указанных лиц, не имеет права распространять религиозную литературу. Станислав Ганский категорически отказался выполнить это распоряжение. После обыска, не давшего никакого компрометирующего материала, большевикам пришлось отпустить его под подписку о невыезде. 30 мая 1927 г. Станислава Ганского опять арестовали и обвинили в том, что он использовал религиозное суеверие с целью дискредитации советской власти. Во время допросов Ганский отвергал все предъявленные ему обвинения:
...Считаюсь я только со своими каноническими законами и со своей совестью, которая приказывает мне выполнять мои обязанности […]. Всякие незаконные требования, притеснения со стороны властей всегда встретят с моей стороны горячий протест. Об этом заявляю громогласно и ставлю в известность всех тех, кому это нужно знать...
Его отпустили из тюрьмы только после того, как он под давлением подписал декларацию римско-католического духовенства Подолья о лояльности к советской власти. На свободе Ганский пробыл недолго. В Деражне 25 января 1930 г. Станислава Ганского в очередной раз арестовали представители ОГПУ и отправили в Харьков. Там 17 мая 1930 г. его обвинили по статье 54-10 Уголовного Кодекса УССР и приговорили к 8 годам лагерей. В сентябре 1930 года его этапировали в политизолятор Ярославля, а позже в лагере на Соловках. Решением судебной тройки НКВД от 25 ноября 1937 г. его расстреляли на Соловках 8 декабря 1937 г.
Реабилитировали гражданина Ганского Станислава Григорьевича 17 июля 1989 года посмертно на основании статьи № 1 Указа Президиума Верховного Совета СССР от 16 января 1989 г. «О дополнительных мерах по восстановлению справедливости в отношении жертв репрессий, имевших место в период 30-40-х и начала 50-годов».